# Анди Грей
Андрю Мълън Грей(на английски: Andrew Mullen Gray),  по-известен като Анди Грей (Andy Gray), е шотландски футболист, играл като нападател, и коментатор за „Скай Спортс“.

## Живот
Роден в Шотландия, Грей започва спортната си кариера в „Дънди Юнайтед“. Там е забелязан от разузнавач на „Астън Вила“ и скоро след това през 1975 подписва с отбора от Бирмингам.
През 1977 е определен за „най-добър млад играч на годината“ и за „играч на годината“ според Асоциацията на професионалните футболисти.
През 1979 е трансфериран в „Улвърхемптън“ за рекордната сума от 1,5 милиона паунда. Само 4 години по-късно (през 1983) обаче е продаден на Евертън само за 250 хил. паунда. На „Гудисън парк“ печели Купата на Футболната асоциация, титлата в Англия и Купата на носителите на национални купи.
Връща се в „Астън Вила“ и играе в отбора през 1985 – 1987. Играе в „Нотс Каунти“ (август – септември 1987), „Уест Бромич Албиън“, а после за кратко е в „Рейнджърс“, преди да се пробва като треньор.
Изиграва 20 мача за мъжкия национален отбор по футбол на Шотландия.
Грей има много голям успех в медийното пространство и се занимава с коментиране на футболни мачове. Смятан е от мнозина за експерт във футбола и за новатор в коментирането му.